# Jimi Hope
Koffi Senaya, plus connu sous son nom d’artiste Jimi Hope, est un talentueux musicien, peintre et sculpteur originaire du Togo. Il a vu le jour à Lomé, le 12 octobre 1956 . Il est souvent désigné comme « le rocker africain le plus renommé » ou le «Docteur du blues ». Jimi Hope a la particularité de chanter en plusieurs langues : l’éwé, le français et l’anglais.

## Biographie
Dès l’âge de six ans, Jimi Hope a commencé à exprimer son talent artistique par le biais du dessin et de premières tentatives de peinture. À huit ans, il a consacré son temps libre à la création artistique, fabriquant de petites statues en ébène qu’il vendait de manière informelle. À l’âge de treize ans, il a commencé à explorer sa passion pour la musique en chantant à l’école, avant de se faire remarquer par le groupe Acide Rock et il devient le dirigeant du groupe,.
Koffi Sénaya de son nom de scène Jimi Hope est marié depuis 35 ans à Marie-Charlotte, née Gnassounou. Elle est Franco-Béninoise et vit à Lille en France. Ils ont eu deux enfants dont l’aîné, Preston et  Charbel le benjamin.
Après 45 ans de carrière artistique; l'artiste, musicien Togolais succombe à une maladie le  4 août 2019 à Bry-sur-Marne en France à l'âge de 62 ans. Qualifié d'icône de la culture togolaise, il est auteur de douze Albums et a fait plusieurs concert,. En quittant la terre Jimi Hope laisse derrière lui plus de 200 tableaux et 3000 chansons enregistrées et inédites.

## Albums
- Born to Love
- It's Too Late
- I Can't Take It
- Tôt ou tard
- Back Home
- Far Away
- I see Hope
- Movinyé
- Hello Sunshine

## Distinctions
- 2001: Distinction Togo music Awards pour l’album «~It’s too late~».
- 2007 : Distinction du meilleur rockeur africain aux États-Unis.
- 2019 : Prix spécial décerné à titre posthume par Togo Hip-Hop Awards[5].
- 2019 :  Officier de l'ordre du Mono (à titre posthume)[6]

## Filmographie
- 2020 : Compositeur musical sur le film le job idéal de Marcelin Bossou et Gilbert Baramna[7]